# Saison 1 de Gorg et Lala
 (septembre 2024).
Si vous disposez d'ouvrages ou d'articles de référence ou si vous connaissez des sites web de qualité traitant du thème abordé ici, merci de compléter l'article en donnant les références utiles à sa vérifiabilité et en les liant à la section « Notes et références ».
Cet article présente les résumés de la première saison de la série télévisée française Gorg et Lala, qui fut diffusée en clair d'octobre 2009 à juin 2010 sur Canal+ Family et Canal+.

## Épisode 1:Fantôme
- France : 26 octobre 2009 sur Canal+ Family

## Épisode 2:Gérardman
- France : 27 octobre 2009 sur Canal+ Family

## Épisode 3:Les vacances
- France : 2 novembre 2009 sur Canal+ Family

## Épisode 4:Rencontre du troisième type de Gérard
- France : 9 novembre 2009 sur Canal+ Family

## Épisode 5:Les flingueurs
- France : 16 novembre 2009 sur Canal+ Family

## Épisode 6:Lalamnésique et périls
- France : 7 décembre 2009 sur Canal+ Family

## Épisode 7:Déconfiture de coach
- France : 14 décembre 2009 sur Canal+ Family

## Épisode 8:La disquette
- France : 4 janvier 2010 sur Canal+ Family

## Épisode 9:Silence, moteur... action!
- France : 8 janvier 2010 sur Canal+ Family

## Épisode 10:Un dîner presque parfait...une dînette presque parfaite
- France : 11 janvier 2010 sur Canal+ Family

## Épisode 11:Le jour des Gérard(s) morts-vivants
- France : 15 janvier 2010 sur Canal+ Family

## Épisode 12:L'amour, gloire et beauté
- France : 6 février 2010 sur Canal+ Family

## Épisode 13:Attrape-chat si tu peux!
- France : 5 mars 2010 sur Canal+ Family

## Épisode 14:Propriété maladroite
- France : 8 mars 2010 sur Canal+ Family

## Épisode 15:Apprendre ou à laisser
- France : 6 avril 2010 sur Canal+ Family

## Épisode 16:Pas vu, pas pris
- France : 15 avril 2010 sur Canal+ Family

## Épisode 17:Les poilus font du ski...patin à glace
- France : 7 mai 2010 sur Canal+ Family

## Épisode 18:L'argent
- France : 14 mai 2010 sur Canal+ Family

## Épisode 19:Sérieusement, ça peut rapporter grossir
- France : 7 juin 2010 sur Canal+ Family

## Épisode 20:Père Noël est un Gérard
- France : 26 juin 2010 sur Canal+ Family